# Saison 2022 de l'équipe cycliste Roland-Cogeas-Edelweiss Squad
La Saison 2022 de l'équipe Roland-Cogeas-Edelweiss Squad est la treizième de la formation. Elle accède au statut de WorldTeam, la première division du cyclisme féminin. L'effectif est quasiment complètement renouvelé.

## Préparation de la saison

### Arrivées et départs
L'effectif est quasiment complètement renouvelé avec le recrutement de coureuses suisses, alors que de nombreuses coureuses russes quittent la formation.
| Arrivées          | Équipe 2021                       |
| ----------------- | --------------------------------- |
| Caroline Baur     | Instafund Racing                  |
| Ines Cantera      | Sopela                            |
| Caroline Chauveau | Néo-professionnelle               |
| Aline Seitz       | Rupelcleaning-Champion lubricants |
| Léa Stern         | Néo-professionnelle               |

| Départs            | Équipe 2022 |
| ------------------ | ----------- |
| Victoire Barbe     |             |
| Kseniia Duiunova   | Born to Win |
| Iuliia Galimullina |             |
| Aigul Gareeva      |             |
| Thalea Mäder       |             |
| Amber Neben        |             |
| Sari Saarelainen   | Retraite    |
| Marina Uvarova     |             |
| Veronika Kormos    |             |
| Marina Uvarova     |             |

### Effectifs
| Effectif 2022                       | Effectif 2022     | Effectif 2022 | Effectif 2022                            |
| Cycliste                            | Date de naissance | Pays          | Équipe précédente                        |
| ----------------------------------- | ----------------- | ------------- | ---------------------------------------- |
| Caroline Baur                       | 17 avril 1994     | Suisse        | Instafund Racing (2021)                  |
| Hannah Buch                         | 11 septembre 2002 | Allemagne     |                                          |
| Ines Cantera                        | 30 juillet 2002   | Espagne       | Sopela Women's Team (2021)               |
| Caroline Chauveau                   | 16 octobre 2002   | Suisse        |                                          |
| Tamara Dronova                      | 13 août 1993      | Russie        |                                          |
| Gulnaz Khatuntseva (13 avr.–1 juin) | 21 avril 1994     | Russie        |                                          |
| Diana Klimova (1 janv.–16 juin)     | 8 octobre 1996    | Russie        | Marathon-Tula (2019)                     |
| Aline Seitz                         | 17 février 1997   | Suisse        | Rupelcleaning-Champion lubricants (2021) |
| Léa Stern                           | 25 septembre 2001 | Suisse        |                                          |
| Petra Stiasny                       | 10 septembre 2001 | Suisse        |                                          |
| Olga Zabelinskaïa                   | 10 mai 1980       | Ouzbekistan   | BePink Cogeas (2017)                     |
|                                     |                   |               |                                          |
| Source : ProCyclingStats            |                   |               |                                          |

### Encadrement
Le directeur sportif est Sergey Klimov. Son adjointe est Sari Saarelainen. Le représentant de l'équipe auprès de l'UCI est Ruben Contreras.

## Victoires

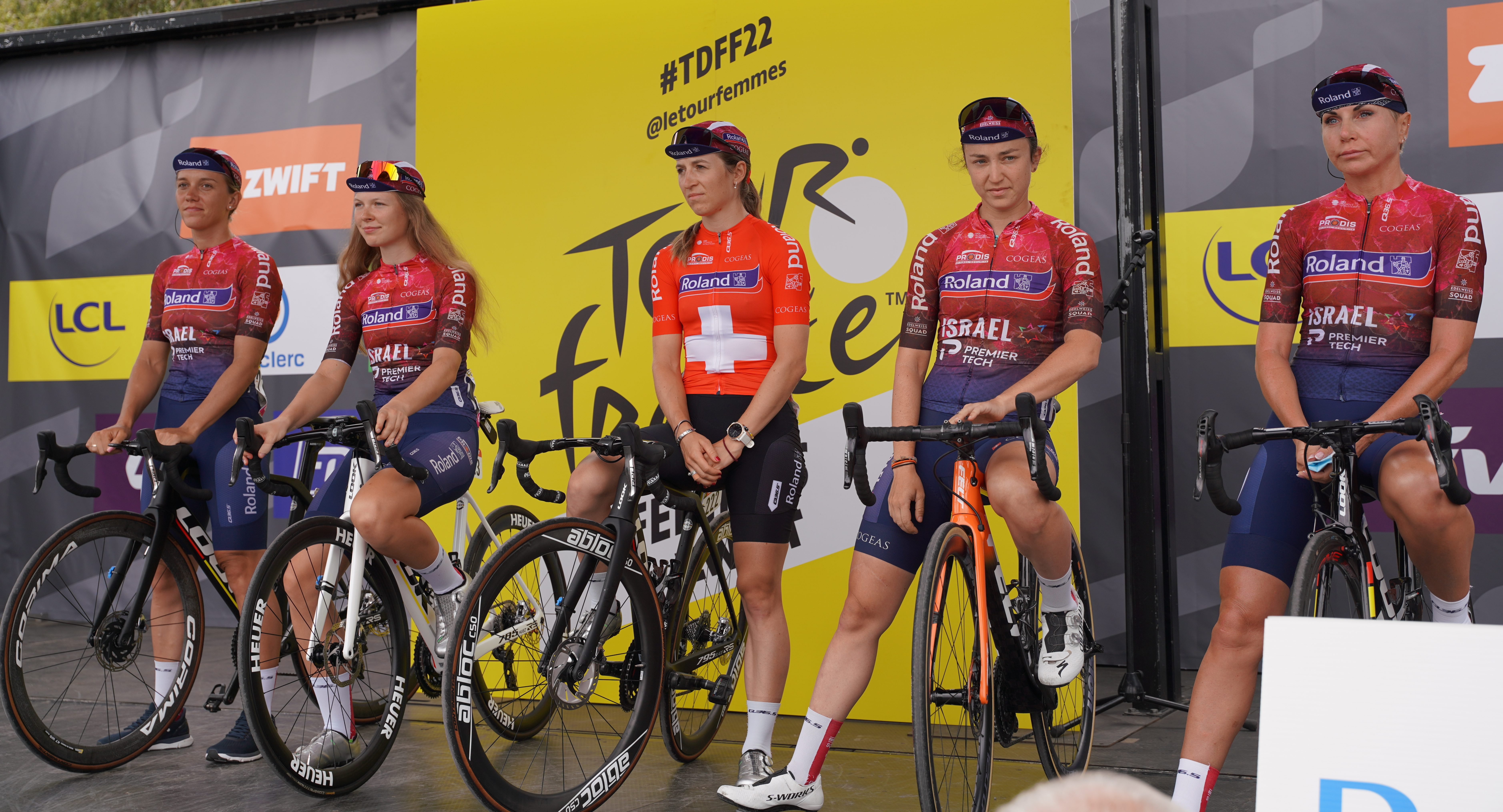
Lors du Tour de France Femmes 2022.

### Sur route
| Victoires | Victoires                       | Victoires | Victoires | Victoires     | Victoires |
| Date      | Course                          | Pays      | Classe    | Vainqueur     |           |
| --------- | ------------------------------- | --------- | --------- | ------------- | --------- |
| 26 juin   | Championnat de Suisse sur route | Suisse    | CN        | Caroline Baur |           |

### Résultats sur les courses majeures

#### World Tour
| Date                | #  | Course                                                   | Pays        | Meilleure classée             | Classement |
| ------------------- | -- | -------------------------------------------------------- | ----------- | ----------------------------- | ---------- |
| 5 mars              | 1  | Strade Bianche                                           | Italie      | Tamara Dronova                | 43e        |
| 12 mars             | 2  | Tour de Drenthe                                          | Pays-Bas    | -                             | -          |
| 20 mars             | 3  | Trofeo Alfredo Binda-Comune di Cittiglio                 | Italie      | Tamara Dronova                | 32e        |
| 24 mars             | 4  | Trois Jours de La Panne                                  | Belgique    | Hannah Buch                   | 59e        |
| 27 mars             | 5  | Gand-Wevelgem                                            | Belgique    | Tamara Dronova                | 8e         |
| 3 avril             | 6  | Tour des Flandres                                        | Belgique    | Tamara Dronova                | 60e        |
| 10 avril            | 7  | Amstel Gold Race                                         | Pays-Bas    | Aline Seitz                   | 77e        |
| 16 avril            | 8  | Paris-Roubaix                                            | France      | Tamara Dronova                | 51e        |
| 20 avril            | 9  | Flèche wallonne                                          | Belgique    | Tamara Dronova                | 32e        |
| 24 avril            | 10 | Liège-Bastogne-Liège                                     | Belgique    | Tamara Dronova                | 42e        |
| 13-15 mai           | 11 | Classique de Saint-Sébastien                             | Espagne     | Petra Stiasny                 | 18e        |
| 19-22 mai           | 12 | Tour de Burgos                                           | Espagne     | Tamara Dronova                | 16e        |
| 27-29 mai           | 13 | RideLondon-Classique                                     | Royaume-Uni | -                             | -          |
| 6-11 juin           | 14 | The Women's Tour                                         | Royaume-Uni | -                             | -          |
| 1-10 juillet        | 15 | Tour d'Italie                                            | Italie      | Petra Stiasny                 | 22e        |
| 24-31 juillet       | 16 | Tour de France                                           | France      | Tamara Dronova                | 15e        |
| 6 août              | 17 | Contre-la-montre par équipes de l'Open de Suède Vårgårda | Suède       | Roland Cogeas-Edelweiss Squad | 11e        |
| 7 août              | 18 | Open de Suède Vårgårda                                   | Suède       | Tamara Dronova                | 6e         |
| 9-14 août           | 19 | Tour de Scandinavie                                      | Norvège     | Tamara Dronova                | 4e         |
| 27 août             | 20 | Grand Prix de Plouay                                     | France      | Tamara Dronova                | 7e         |
| 30 août-4 septembre | 21 | Simac Ladies Tour                                        | Pays-Bas    | Tamara Dronova                | 15e        |
| 7-11 septembre      | 22 | Ceratizit Challenge by La Vuelta                         | Espagne     | Ines Cantera                  | 89e        |
| 7-9 octobre         | 23 | Tour de Romandie                                         | Suisse      | Petra Stiasny                 | 20e        |

Tamara Dronova est vingtième du classement individuel. Roland-Cogeas-Edelweiss Squad est quatorzième du classement par équipes.

#### Grands tours
| Grand tour            | Tour d'Italie       | Tour de France       |
| --------------------- | ------------------- | -------------------- |
| Coureuse (classement) | Petra Stiasny (22e) | Tamara Dronova (15e) |
| Accessits             | -                   | -                    |

## Classement mondial
| Classement UCI | Classement UCI    | Classement UCI | Classement UCI |
| Coureuse       | Coureuse          | Pays           | Points         |
| -------------- | ----------------- | -------------- | -------------- |
| 30e            | Tamara Dronova    | Russie         | 968.2 pts      |
| 261e           | Caroline Baur     | Suisse         | 105 pts        |
| 266e           | Petra Stiasny     | Suisse         | 100 pts        |
| 292e           | Rotem Gafinovitz  | Israël         | 93 pts         |
| 533e           | Aline Seitz       | Suisse         | 44.2 pts       |
| 694e           | Hannah Buch       | Allemagne      | 26.2 pts       |
| 897e           | Léa Stern         | Suisse         | 14.2 pts       |
| 927e           | Caroline Chauveau | Suisse         | 11.2 pts       |
| 1050e          | Olga Zabelinskaïa | Ouzbekistan    | 5 pts          |
| 1155e          | Ines Cantera      | Espagne        | 3 pts          |

Roland-Cogeas-Edelweiss Squad est dix-huitième du classement par équipes.